# Dolmen des Peyraoutes
Le dolmen des Peyraoutes est un dolmen situé à Roquefort-les-Pins, dans le département des Alpes-Maritimes en France.

## Description
Il n'a été découvert qu'en 1960. L'édifice a été construit au sommet d'un mamelon. C'est un dolmen à couloir long de 2,60 m et large de 0,90 m. La chambre est délimitée par cinq orthostates complétés par des murets de pierre sèche. Plusieurs fragments de dalles aux alentours pourraient correspondre aux anciennes tables de couverture. Le tumulus mesure 20 m de diamètre mais il a été partiellement endommagé par des constructions récentes.

## Mobilier archéologique
La couche archéologique a été protégée par la chute dans la chambre d'une partie de la couverture. Il a été fouillé par Jean Courtin.
Les fouilles ont permis d'y recueillir un crâne féminin correspondant à une personne, âgée entre 20 et 25 ans, qui avait subi deux trépanations dont une cicatrisée.
Les objets lithiques se composent de 14 armatures de flèche foliacées et de deux lames en silex. Les éléments de parure sont représentés par plus d'un millier de perles en stéatite et par une cinquantaine de grosses perles en os. De nombreuses coquilles marines, des bâtonnets en os et une petite alène en cuivre complètent l'ensemble. La céramique correspond à de nombreux tessons de poteries sans décor à fonds ronds.
Le mobilier recueilli a permis de déterminer que l'édifice a été utilisé du Chalcolithique jusqu'à l'âge du bronze récent.